# Keep Off My Grass!
Keep Off My Grass! es una película estadounidense de comedia de 1975, dirigida por Shelley Berman, escrita por Irma Kalish y Austin Kalish; musicalizada por Norma Green, Jim Helms y Gary Le Mel; en la fotografía estuvo Robert A. Weaver y el elenco está compuesto por Micky Dolenz, Marcus J. Grapes, Gary Wood y Gerald McRaney, entre otros. El filme se estrenó el 1 de marzo de 1975.

## Sinopsis
Algunos comerciantes persuaden a los hippies, los cuales están en todas las veredas del pueblo, para que comiencen su propia comunidad en un pueblo deshabitado próximo.